# 上海市铁岭中学
上海市铁岭中学是上海的一座全日制初级中学，总校位于杨浦区铁岭路上，分校（供初二初三同学学习）位于凤城六村内，始建于1964年。是杨浦区重点中学。学校的办学目标是“创建一流学校，培育一流学生”。